# A Coruña
A Coruña (tiếng Galicia: [a koˈɾuɲa], tiếng Tây Ban Nha: La Coruña [la koˈɾuɲa]) là một thành phố và municipio của Galicia, Tây Ban Nha. Đây là thành phố lớn thứ nhì của Galicia và thứ 17 toàn quốc. Thành phố là thủ phủ của tỉnh cùng tên, và cũng từng là thủ đô chính trị của vương quốc Galicia từ thế kỷ XVI-XIX, rồi là trung tâm hành chính khu vực năm 1833 đến 1982, trước khi bị Santiago de Compostela thay thế.
A Coruña là một bến cảng nhộn nhịp tọa lạc trên một mũi đất bên Golfo Ártabro, một vịnh của Đại Tây Dương.